# Szent Kereszt felmagasztalása fatemplom (Rovina)
A rovinai Szent Kereszt felmagasztalása fatemplom műemlékké nyilvánított épület Romániában, Hunyad megyében. A romániai műemlékek jegyzékében a  HD-II-m-A-03436 sorszámon szerepel.